# A tu per Gu
A tu per Gu è stato un programma radiofonico in onda dal 2011 al 2015 su Radio DeeJay, tre volte a settimana, condotto da Guglielmo Scilla. Il programma è andato in onda non solo sulla radio, ma anche in streaming via webcam, con la possibilità di interazione da parte del pubblico. L'interazione tradizionale via telefono si affiancava a quella Web 2.0 legata ai social network, ma anche attraverso la pagina del programma. Scilla, conosciuto con il nickname Willwoosh, debutta in questa trasmissione come conduttore radiofonico. In precedenza aveva ottenuto una certa notorietà grazie al suo canale su YouTube, che aveva ottenuto oltre 40 milioni di visualizzazioni, e gli aveva fatto vincere il concorso YouTube Star.
L'utente può interagire con il conduttore, commentando la diretta e caricando il suo contributo audio e video. Il presentatore sceglie i contenuti degli utenti ritenuti migliori che saranno poi caricati sulla pagina del programma sul sito dell'emittente. La prima puntata del programma, andata in onda il 3 maggio 2011, è stata seguita via streaming da circa 3000 utenti, con picchi di 4000, ed una media di 30 SMS ed email al minuto.
Il 3 ottobre 2012 è iniziata una nuova stagione con lo stesso format utilizzato in precedenza e i membri storici del cast, fatta eccezione per Daniele Tognacca e Maurino Belgeri. La novità principale è che il programma va in onda anche il lunedì.
Il 5 ottobre 2014, con un post su Facebook, viene annunciato il ritorno del programma nella fascia pomeridiana (dalle 16 alle 18) della domenica di Radio Deejay, a partire dal successivo 12 ottobre. Viene sospeso lo streaming video sul sito della radio.
Il 31 maggio 2015 è andata in onda l'ultima puntata della trasmissione.

## Componenti
Oltre a Guglielmo, nella trasmissione partecipano alle discussioni anche Luca Leoni e Carlotta Tramontin, detta Potta, nel ruolo di Content Manager.
In regia, dal 2013, troviamo Simone Paleari. La gestione della diretta streaming è affidata ad Andrea Conti mentre la redazione è curata da Claudia Campolo.
La sigla è cantata da Luca Leoni, dal 2014 cambia la formula e viene aggiunto un video: stessa melodia, ma parole diverse e più interventi da parte di Guglielmo e gli altri ragazzi.
Nel marzo 2014 si aggiunge alla crew anche Alice Venturi, conosciuta come Alicelikeaudrey su YouTube per video su makeup e cucina.

## Principali rubriche
Molte sono le rubriche sperimentate nel corso degli anni, ed in particolar modo nel 2013. Alcune sono andate in onda solo per poche puntate. Le principali sono state:
- Aria Fritta: Rubrica finale di ogni puntata in cui ogni membro dello staff del programma parla delle proprie esperienze in merito all'argomento trattato nella puntata.
- Mercoledì da Leoni: Tenuta ogni mercoledì dall'autore del programma Luca Leoni che propone ogni settimana un gruppo musicale della scena indipendente italiana segnalato dagli ascoltatori. In corso.
- Notizie della Potta: Tenuta tutti i giorni della redazionista Carlotta Tramontin raccoglie notizie divertenti inerenti all'argomento trattato nella puntata.
- XFAQ: Rubrica del martedì tenuta da Guglielmo insieme a Luca e Potta è una parodia del noto programma televisivo X Factor, in ogni puntata 3 concorrenti partecipano telefonicamente per vincere, a fine stagione, la possibilità di interpretare la sigla di A tu per Gu,
- Dee Nascosto: Rubrica del giovedì tenuta da Guglielmo prendendo "segreti" dal sito insegreto.it. In corso.
- Fiaba della buonanotte: I ragazzi, il lunedì dopo la messa in onda, interpretano una fiaba famosa. Guglielmo fa il narratore e gli altri i vari personaggi della storia.
- Tagoo: I ragazzi cercano di far indovinare a Guglielmo una parola con dei suggerimenti (come nel gioco Taboo).
- Pronosticone: Andrea Conti ogni venerdì trova degli espedienti (quali i piatti tipici o i detti popolari) per far indovinare a Guglielmo squadre di calcio per poi scommettere quali dovrebbero vincere. In corso.
- Password: Claudia Campolo dice una parola di una canzone (che non sia contenuta nel titolo) cantandola nel ritornello e gli spettatori devono indovinare di quale brano si tratta.